# Josef Schöffel

Josef Schöffel, Lithographie von Adolf Dauthage, 1879

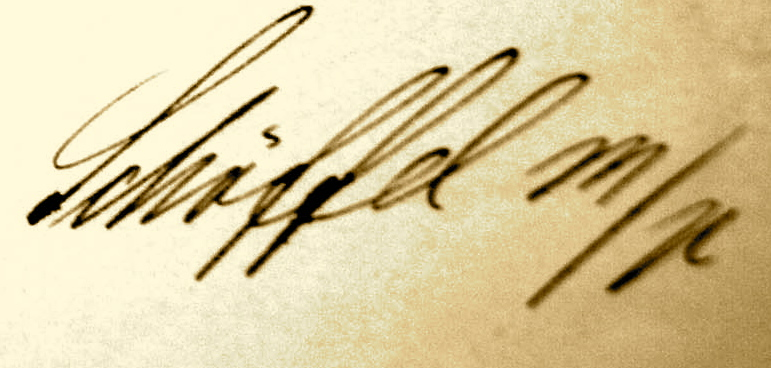
Schöffels Unterschrift

Josef Schöffel (auch Joseph Schöffel) (* 29. Juli 1832 in Příbram, Böhmen; † 7. Februar 1910 in Mödling, Niederösterreich) war ein österreichischer Journalist, Politiker, Heimat- und Naturschützer.

## Leben

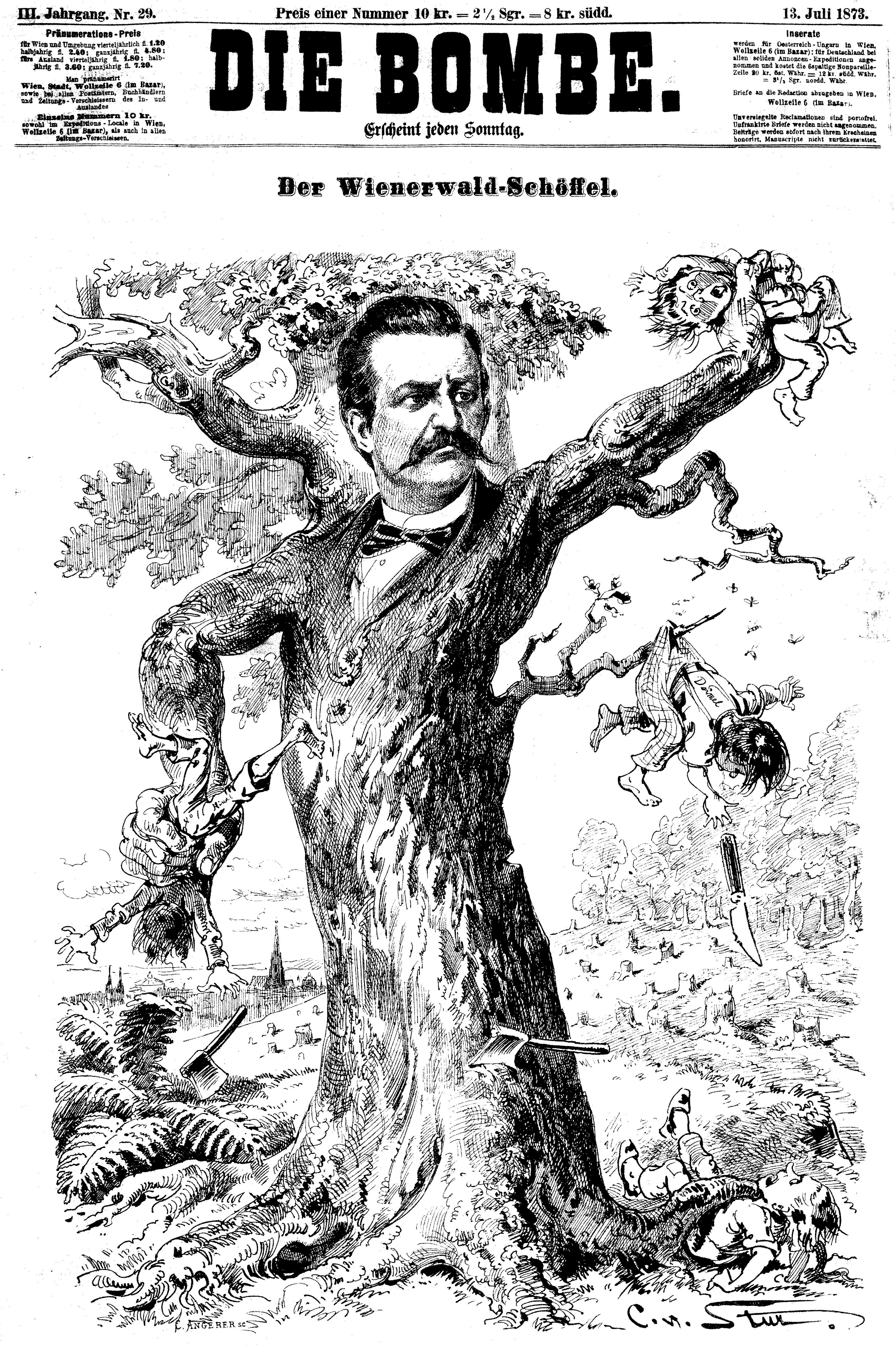
Josef Schöffel, Karikatur von Karl von Stur, 1873

Josef Schöffel diente 1857–1863 in der österreichischen Armee und rüstete als Oberleutnant ab (seine zum Teil erschütternden Erlebnisse aus der Armee verarbeitete er in seinem Spätwerk Erinnerungen aus meinem Leben). Aus einer Bergbeamtenfamilie stammend, arbeitete er 1863–1868 in der Geologischen Reichsanstalt. Bekannt wurde er als „Retter des Wienerwaldes“, als er 1870–1872 durch eine journalistische Kampagne verhinderte, dass ein Viertel der Waldfläche des Wienerwalds an den Wiener Holzhändler Moritz Hirschl zur Schlägerung verkauft wurde. Für sein Vorhaben fand Schöffel zunächst kaum Mitstreiter. Der staatliche Besitz im Wienerwald war ab 1862 der Finanzlandesdirektion zugeordnet, die nach Vorgaben des k.k. Finanzministeriums durch Privatisierungen die wegen der Kriege von 1859, 1864 und 1866 katastrophale Budgetsituation zu verbessern strebte. Im Neuen Wiener Tagblatt und später in der Deutschen Zeitung berichtete Schöffel über Amtsmissbrauch der von ihm „Staatsgüter-Verschleuderungs-Bureau“ genannten Ministerialkommission und deren Beamten. Der Finanzminister beschuldigte ihn der „Lüge und Verleumdung“ und die Staatsanwaltschaft ermittelte wegen „Aufreizung zu Hass und Verachtung“. Mehrmals wurde er wegen Ehrenbeleidigung vor Gericht gestellt. Die Presse stand offensichtlich den Privatisierungsinteressenten näher als den Naturschützern und Gegnern des unterpreisigen Verkaufs von öffentlichen Eigentum. Da Schöffels Recherchen aber hieb- und stichfest waren, wurden sämtliche Klagen zurückgezogen. Ihm wurde sogar Schweigegeld angeboten, um ihn von seinem Vorhaben abzubringen. Es gab das Gerücht, dass ein Schütze, der Schöffel „irrtümlich“ bei der Jagd treffe, mit keinen Konsequenzen zu rechnen habe. Daraufhin nahm Schöffel an keiner Jagd mehr teil.
Schöffels Freispruch von der Anklage wegen „Herabwürdigung von Verfügungen der Behörden“ am 20. März 1872 leitete die Wende ein. Die Regierung entzog dem Finanzministerium zugunsten des k.k. Ackerbauministeriums die Verfügung über die Staatsforste, und der Börsenkrach von 1873 beendete die fieberhafte Baukonjunktur, die den Hintergrund der Affäre gebildet hatte.
Der prominent gewordene Schöffel wurde 1873 Mitglied des Reichsrates und war 1873–1882 Bürgermeister von Mödling. Als solcher betrieb er die Stadterhebung Mödlings im Jahr 1875. Außerdem machte er 1875 in einer Reichsratsrede als erster auf die Gefahr aufmerksam, die die nach Österreich eingeschleppte Reblaus für den Weinbau darstellte. In dieser Zeit gründete er weiters in Mödling in Zusammenarbeit mit seinem Freund Josef Hyrtl ein Waisenhaus. In Mödling, aber auch in zahlreichen anderen Wienerwaldgemeinden wurde er Ehrenbürger. Schöffel förderte die Modernisierung und Vergrößerung der Stadt Mödling und sanierte ihre Finanzen. Unmittelbar vor seinem Tod plante er eine Übersiedlung in das Waisenhaus, dessen Gründung er selbst angeregt hatte. Dazu kam es nicht mehr, Schöffel starb vereinsamt. In Mödling wurde sein Tod nur knapp erwähnt. So schrieb die Mödlinger Zeitung nach seinem Tod eher beiläufig: „Schöffel war auch Bürgermeister von Mödling.“
Als Abgeordneter im Reichsrat und niederösterreichischen Landesausschuss leitete er das niederösterreichische Straßenwesen. Auch führte er für die Handwerksburschen Verpflegsstationen ein.
Sein Leitsatz war: „Ich wünsche mir nur, dass, wenn der Wienerwald, was nicht unmöglich ist, wieder einmal von Spekulanten bedroht werden sollte, sich zur rechten Zeit ein Mann finde, der denselben mit Erfolg verteidigt.“

## Würdigung

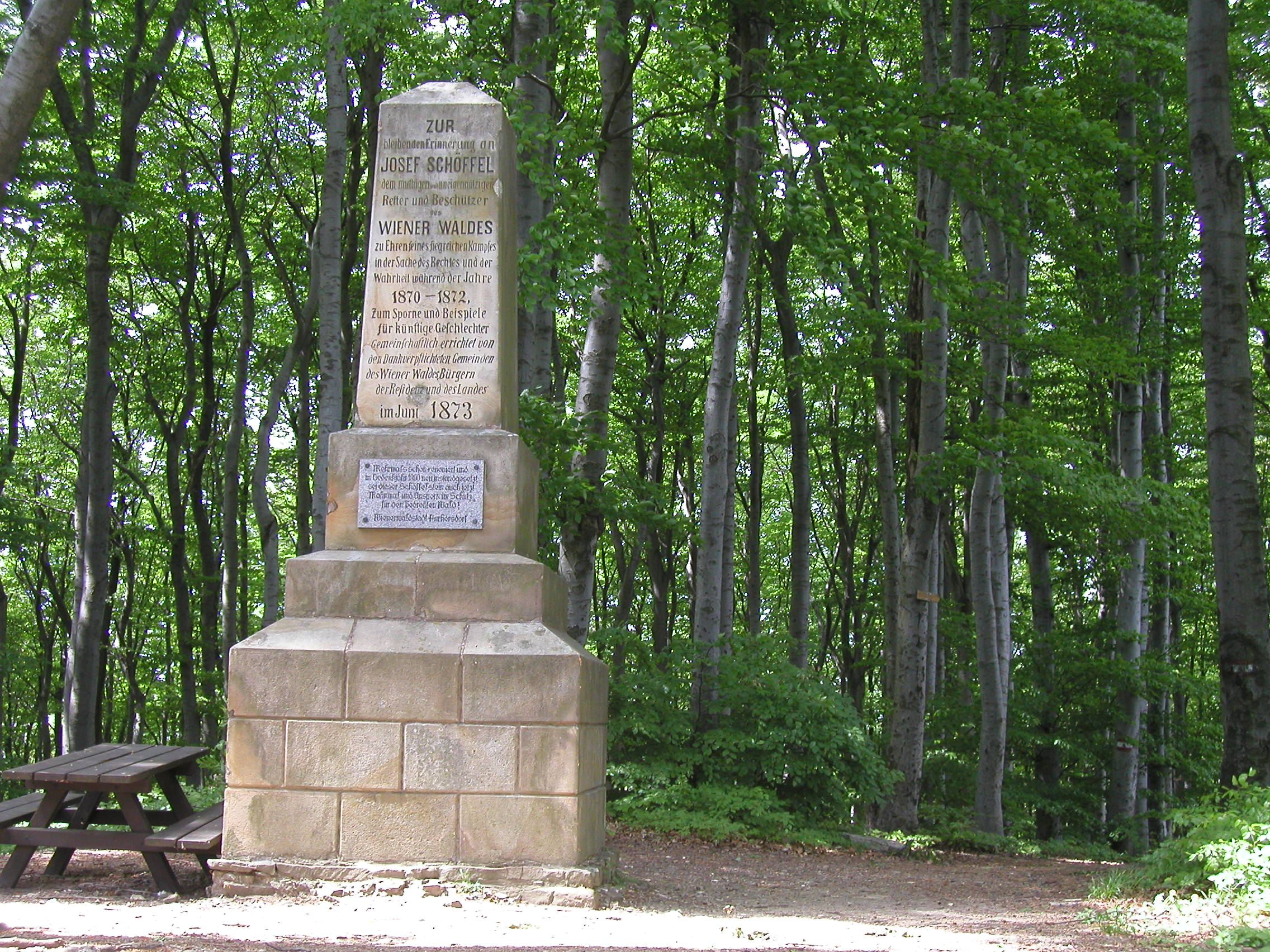
Schöffel-Gedenkstein im Wienerwald auf dem Schöffelstein

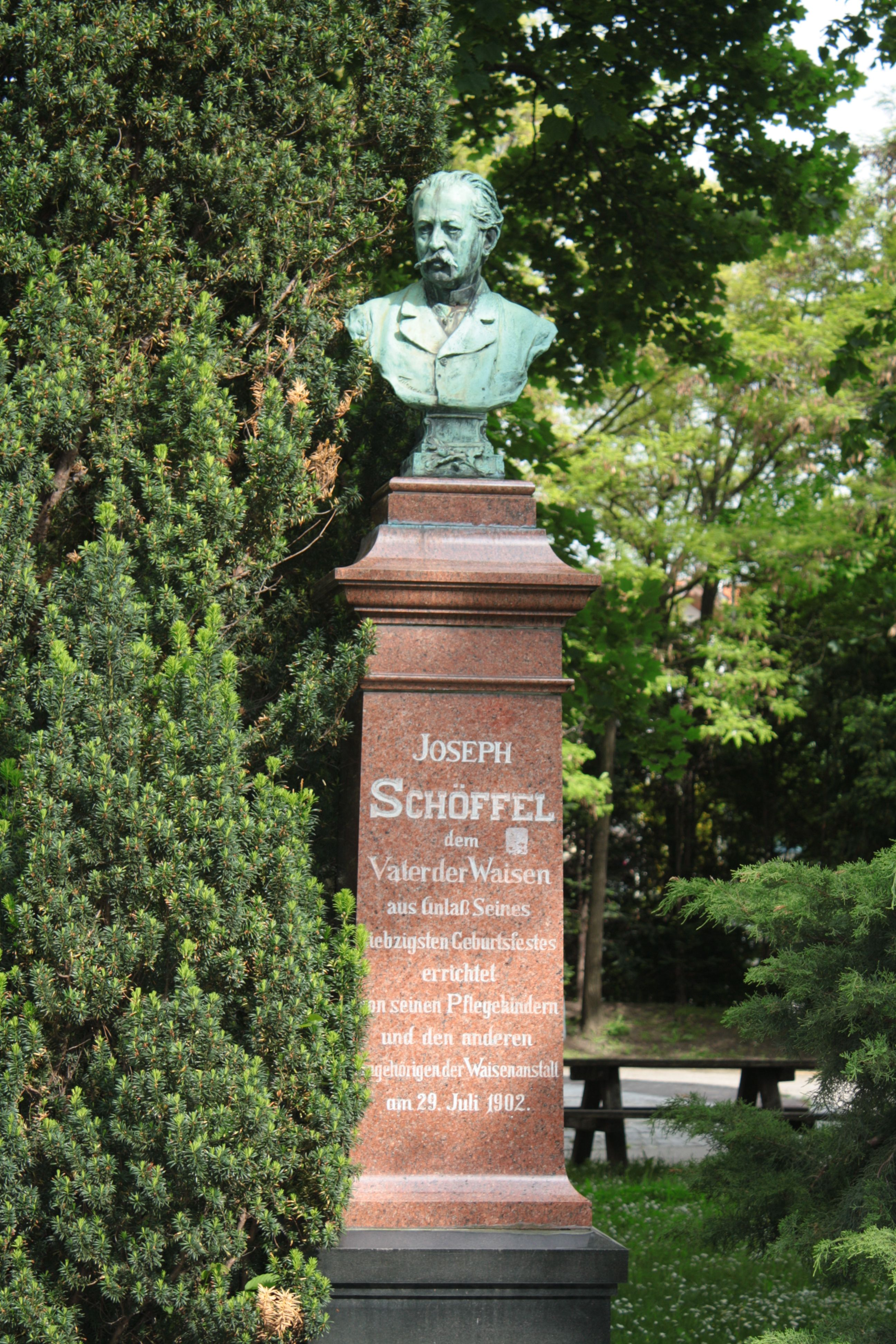
Zweites Denkmal in der Schöffelstadt in Mödling

Im Jahr 1912 wurde in Wien-Währing (18. Bezirk) die Schöffelgasse nach ihm benannt, 1994 der Schöffelplatz in Penzing (14. Bezirk).
In Mödling erhielt der von ihm geschaffene Stadtteil seinen Namen (Schöffelvorstadt), heute Schöffelstadt. Außerdem legte die Stadt den Schöffelpark an, in dem auch eines der drei Denkmäler in Mödling steht.
Während ihm in Purkersdorf bereits ein Jahr nach seiner Initiative zur Rettung des Wienerwaldes ein Denkmal gewidmet wurde, erfolgte dies in Mödling erstmals zum 20. Jahrestag der Stadterhebung am 18. November 1895. Dieses Monument am Fuß des Frauensteins entstand nach einem Entwurf des Architekten Eugen Sehnals, der bereits die Gruftkapelle der Familie Schöffel am Mödlinger Friedhof gestaltet hatte. Die aus Bronze gegossene Büste stammte vom damals beliebten Bildhauer Viktor Tilgner. Diese Büste wurde während des Ersten Weltkriegs von Buntmetalldieben gestohlen. Sie wurde jedoch nachgegossen und das Denkmal wurde auf der Hauptstraße vor dem Gebäude der Mödlinger Sparkasse aufgestellt. Nach mehrfacher Wanderschaft steht das Denkmal jetzt am Schrannenplatz gegenüber dem Alten Rathaus.
Ein zweites Denkmal wurde ihm anlässlich seines 70. Geburtstages im Jahr 1902 von seinen Zöglingen des Waisenhauses gewidmet. Heute steht es im Schöffelpark.
Im Jahr 1968 wurde dem Retter des Wienerwaldes in der Mödlinger Weinhebergasse ein drittes Denkmal aufgestellt. Die Büste, die ebenfalls ein Abguss Tilgners ist, steht auf einem Natursteindenkmal, das die Architektin Helene Koller-Buchwieser schuf.

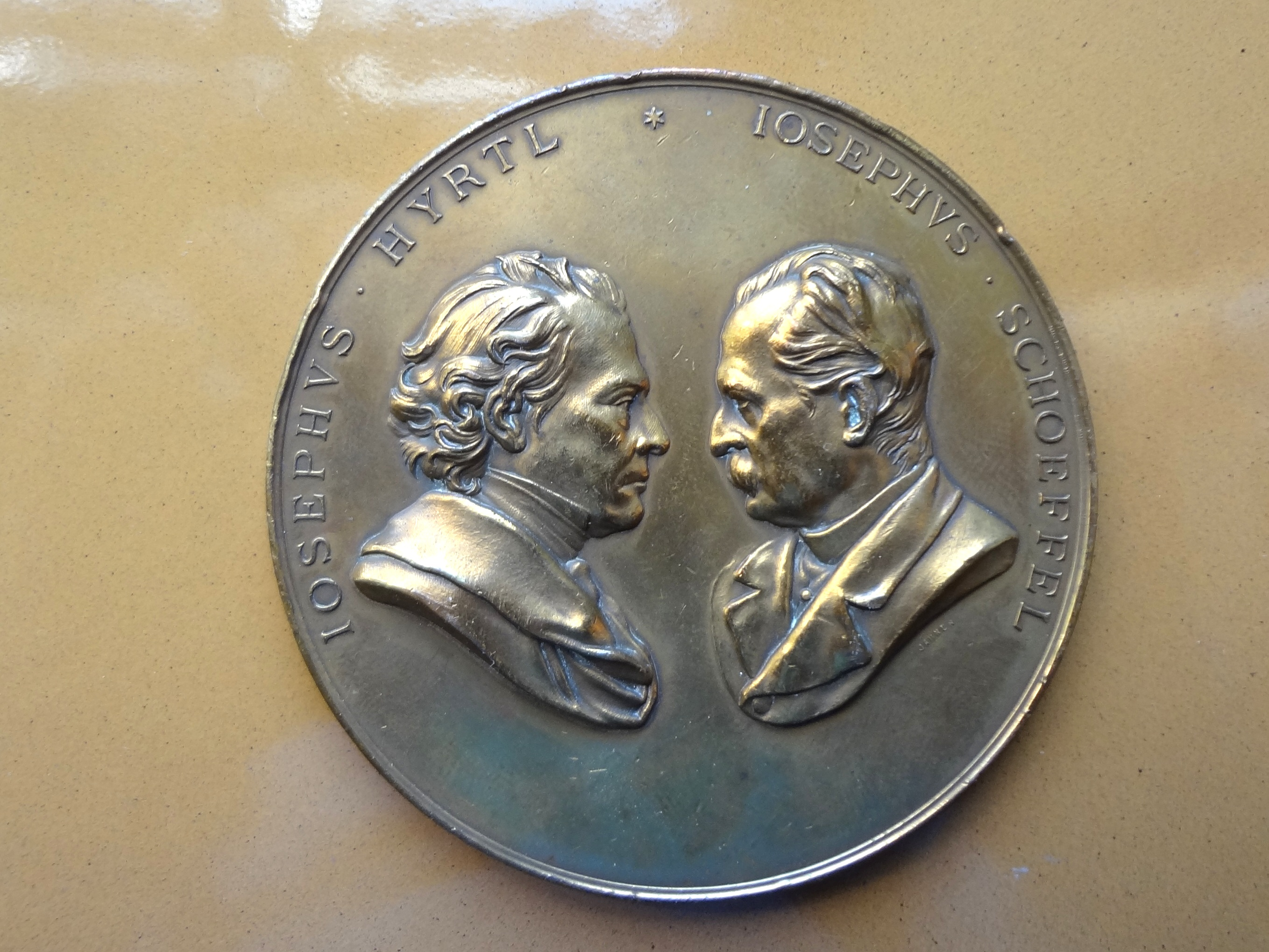
Medaille von Heinricht Jauner, mit dem Abbild von Josef Hyrtl und Josef Schöffel

Eine weitere Würdigung erfuhr Schöffel drei Jahre vor dem Tod Josef Hyrtls in Form einer von Heinrich Jauner geschaffenen Medaille. Neben dem Porträt Hyrtls wurde auf ausdrücklichen Wunsch Hyrtls auch Schöffel dargestellt. Der Widmungstext lautete:

“Orphanotrophii Medelicensis conditorum Memoriae dicatum Senatus Medelic. Consult. 1891”

„Dem Andenken an die Gründer des Mödlinger Waisenhauses gewidmet von den Mödlinger Gemeinderäten 1891“

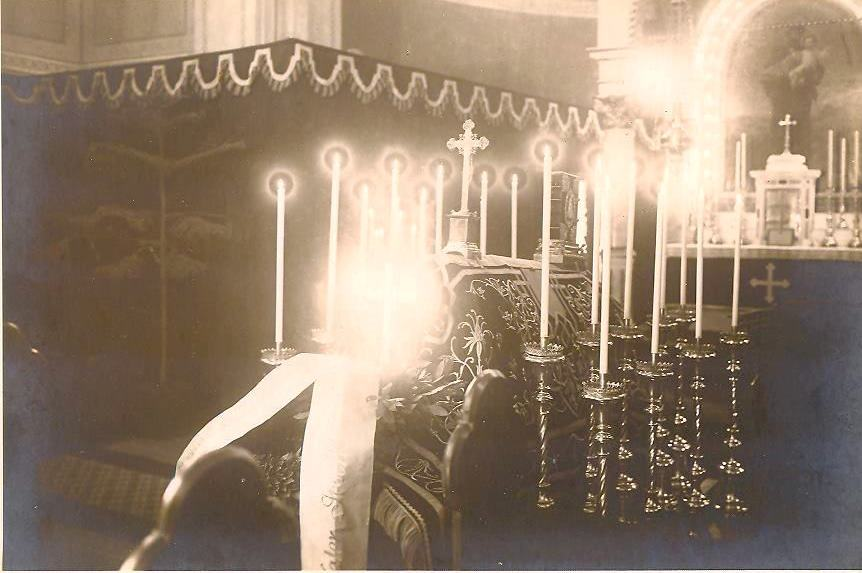
Aufbahrung in der Waisenhauskirche

## Werke
- Die Institutionen der Naturalverpflegsstationen. 1887
- Geschichte der Gründung und Entwicklung der Hyrtlschen Waisenhausstiftung. 1903
- Erinnerungen aus meinem Leben, 1905 (Digitalisat), Reproduktion: ISBN 1-279-00138-0.